# Preston (condado de Trempealeau, Wisconsin)
Preston es un pueblo ubicado en el condado de Trempealeau en el estado estadounidense de Wisconsin. En el Censo de 2010 tenía una población de 953 habitantes y una densidad poblacional de 6,23 personas por km².

## Geografía
Preston se encuentra ubicado en las coordenadas 44°17′37″N 91°14′57″O / 44.29361, -91.24917. Según la Oficina del Censo de los Estados Unidos, Preston tiene una superficie total de 153.08 km², de la cual 153.07 km² corresponden a tierra firme y (0.01%) 0.01 km² es agua.

## Demografía
Según el censo de 2010, había 953 personas residiendo en Preston. La densidad de población era de 6,23 hab./km². De los 953 habitantes, Preston estaba compuesto por el 98.64% blancos, el 0.1% eran afroamericanos, el 0.1% eran amerindios, el 0.21% eran asiáticos, el 0% eran isleños del Pacífico, el 0.73% eran de otras razas y el 0.21% pertenecían a dos o más razas. Del total de la población el 1.89% eran hispanos o latinos de cualquier raza.